# Dieter Quester
Dieter Quester (Bécs, 1939. május 30.) osztrák autóversenyző, több különböző túraautó-bajnokságon, valamint hosszútávú futamon ért el jelentős sikereket.

## Pályafutása

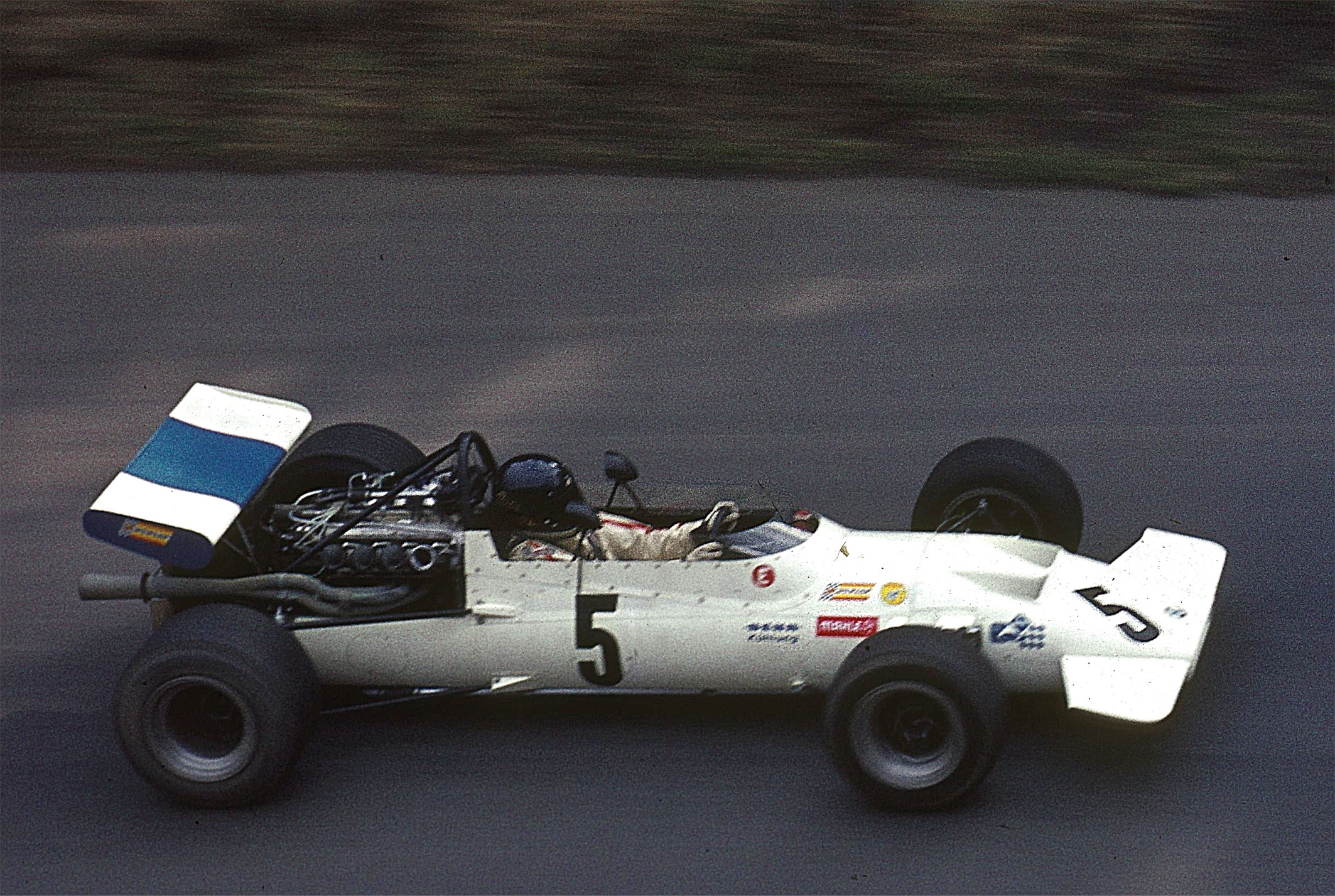
1970-ben egy Formula–2-es BMW-vel

1969-ben debütált a Formula–1-es világbajnokságon. A német versenyre egy Formula–2-es autóval nevezett, a futamon azonban már nem indult. Csapattársa, Gerhard Mitter az egyik edzésen életét vesztette, és Dieter visszalépett a folytatástól. Ezt követően csak egyszer állt rajthoz a világbajnokságon; az 1974-es osztrák nagydíjon indult egy Surtees-el. A futamot kilencedikként zárta, három körös hátrányban a győztes Carlos Reutemann mögött.
1969-ben, valamint 1970-ben az európai Formula–2-es bajnokság futamain vett részt. Ez időszak alatt két futamgyőzelmet szerzett a sorozatban, az 1970-es szezont pedig harmadikként zárta.
Négyszer nyerte meg a túraautó-Európa-bajnokságot. Pályafutása alatt több mint ötven 24-órás versenyen indult.
60 éves kora után is aktív versenyző. 2006-ban és 2007-ben győzött a Dubaji 24-óráson, valamint 2007-ben megnyerte a Silverstone-i 24-órást is.

## Sikerei
- Túraautó-Európa-bajnokság
  - Bajnok: 1977, 1983
  - Bajnok (Div.3): 1968, 1969
- makaói nagydíj
  - Győztes: 1970
- Spa-i 24 órás autóverseny
  - Győztes: 1973, 1986, 1988
- Dubaji 24 órás autóverseny
  - Győztes: 2006, 2007
- Silverstone-i 24 órás autóverseny
  - Győztes: 2007

## Eredményei
Teljes Formula–1-es eredménylistája
(Táblázat értelmezése)

(Félkövér: pole-pozícióból indult; dőlt: leggyorsabb kört futott) 

| Év   | Csapat  | Modell       | Motor          | 1   | 2   | 3   | 4   | 5   | 6   | 7      | 8   | 9   | 10  | 11  | 12    | 13  | 14  | 15  | Helyezés | Pont |
| ---- | ------- | ------------ | -------------- | --- | --- | --- | --- | --- | --- | ------ | --- | --- | --- | --- | ----- | --- | --- | --- | -------- | ---- |
| 1969 | BMW     | BMW 269      | BMW Straight-4 | RSA | ESP | MON | NED | FRA | GBR | GER Ni | ITA | CAN | USA | MEX |       |     |     |     | -        | 0    |
| 1974 | Surtees | Surtees TS16 | Cosworth V8    | ARG | BRA | RSA | ESP | BEL | MON | SWE    | NED | FRA | GBR | GER | AUT 9 | ITA | CAN | USA | -        | 0    |

Le Mans-i 24 órás autóverseny
| Év   | Csapat                      | Autó          | Csapattárs           | Csapattárs         | Helyezés | Kiesés oka    |
| ---- | --------------------------- | ------------- | -------------------- | ------------------ | -------- | ------------- |
| 1973 | BMW Motorsport              | BMW 3.0CSL    | Toine Hezemans       |                    | 11.      |               |
| 1976 | BMW Motorsport GmbH         | BMW 3.5CSL    | Albrecht Krebs       | Alain Peltier      | Kiesett  | Tűz           |
| 1978 | BMW Great Britain           | Osella PA6    | Tom Walkinshaw       | Rad Dougall        | Kiesett  | Baleset       |
| 1980 | BMW France                  | BMW M1        | Didier Pironi        | Marcel Mignot      | 14.      |               |
| 1981 | Würth Lubrifilm Team Sauber | BMW M1        | Marc Surer           | David Deacon       | Kiesett  | Motorhiba     |
| 1982 | BMW Cassetten Team GS Sport | Sauber SHS C6 | Jean-Louis Schlesser | Hans-Joachim Stuck | Kiesett  | ?             |
| 1983 | John Fitzpatrick Racing     | Porsche 956C  | John Fitzpatrick     | David Hobbs        | Kiesett  | Benzinpumpa   |
| 1986 | Kouros Sauber Racing Team   | Sauber C8     | Christian Danner     | Henri Pescarolo    | Kiesett  | Sebességváltó |

## Fordítás
- Ez a szócikk részben vagy egészben  a   Dieter Quester című angol Wikipédia-szócikk fordításán alapul.  Az eredeti cikk szerkesztőit annak laptörténete sorolja fel. Ez a jelzés csupán a megfogalmazás eredetét és a szerzői jogokat jelzi, nem szolgál a cikkben szereplő információk forrásmegjelöléseként.

## Külső hivatkozások
- Profilja a grandprix.com honlapon (angolul)
- Profilja a statsf1.com honlapon (angolul)
- Profilja a driverdatabase.com honlapon (angolul)
- Profilja az f1rejets.com honlapon Archiválva 2006. január 14-i dátummal a Wayback Machine-ben (angolul)